# Edward Bryant
Edward Winslow Bryant Jr. (n. 27 august 1945, White Plains, New York, SUA – d. 10 februarie 2017, Colorado, SUA) a fost un scriitor american de științifico-fantastic și horror asociat uneori cu seria de antologii Viziuni periculoase care a susținut noul val științifico-fantastic. În momentul morții sale, a locuit în nordul orașului Denver.

## Viață și muncă

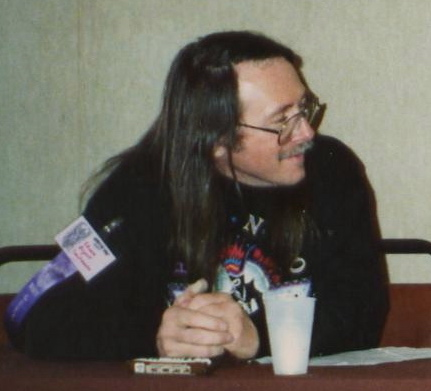
Ed Bryant în 1989

Bryant s-a născut în White Plains, New York. Cu toate acestea, a crescut la o fermă de vite din Wyoming. Avea rădăcini puternice în acel stat lucru atestat în colecția sa Wyoming Sun. A urmat școala în Wheatland, Wyoming și a primit un masterat în limba engleză la Universitatea Wyoming în 1968. 
În anii 1950, unchiul său, o vedetă rodeo, i-a încurajat dragostea sa pentru film. Probabil acest lucru a dus la munca lui ocazională la câteva scenarii și ca actor. A apărut în filmele The Laughing Dead (1988) și Ill Met by Moonlight (1994). De asemenea, a scris scenarii pentru emisiuni TV pentru canalele CBS, Lifetime și Disney. 
La începutul carierei sale a început o colaborare cu Harlan Ellison, care s-a dovedit de lungă durată. Acest lucru a dus la romanul Phoenix Without Ashes (Phoenix fără cenușă), bazat pe scenariul pilot al lui Ellison pentru serialul canadian The Starlost despre o navă generație. 
Cariera sa de scriitor a început în 1968 odată cu participarea la Clarion Workshop. În 1973, a fost apreciat pentru povestirile sale cu un stil conversațional care maschează realități întunecate. 
Scurta sa povestire de groază „Dark Angel”, care a apărut în antologia lui Kirby McCauley Dark Forces, a prezentat-o pe vrăjitoarea modernă Angela Black. Ea reapare ca povestitoare a romanului scurt Fetish al lui Bryant. 
A câștigat două premii Nebula pentru povestirile „Stone” (1978) și „ giANTS ” (1979). El a fost cunoscut mai ales ca scriitor de ficțiune scurtă; cu toate acestea, el a scris și poezie, non-ficțiune, recenzii, critici și a editat un e-zine. 
Când Bryant s-a mutat în Denver în 1972, a fondat Northern Colorado Writers Workshop (Atelierul de scriitori din Colorado de Nord), care funcționează și astăzi și a produs o serie de scriitori notabili, printre care Steve Rasnic Tem, Melanie Tem, John Dunning, Wil McCarthy, Bruce Holland Rogers, Dan Simmons și Connie Willis. Bryant a fost editor senior al editurii Wormhole Books. În plus, a facilitat o serie de alte ateliere de scriere de-a lungul anilor pentru scriitori variind în calificare și experiență de la amatori la profesioniști. 
Edward Bryant a fost Toastmaster al unor convenții ca Denvention II, Worldcon din 1981, precum și World Fantasy Convention,  ArmadilloCon, TusCon și Death Equinox. De asemenea, a prezidat (sau a fost un invitat special) mai multe întâlniri ale World Horror Convention.   

## Boală și moarte

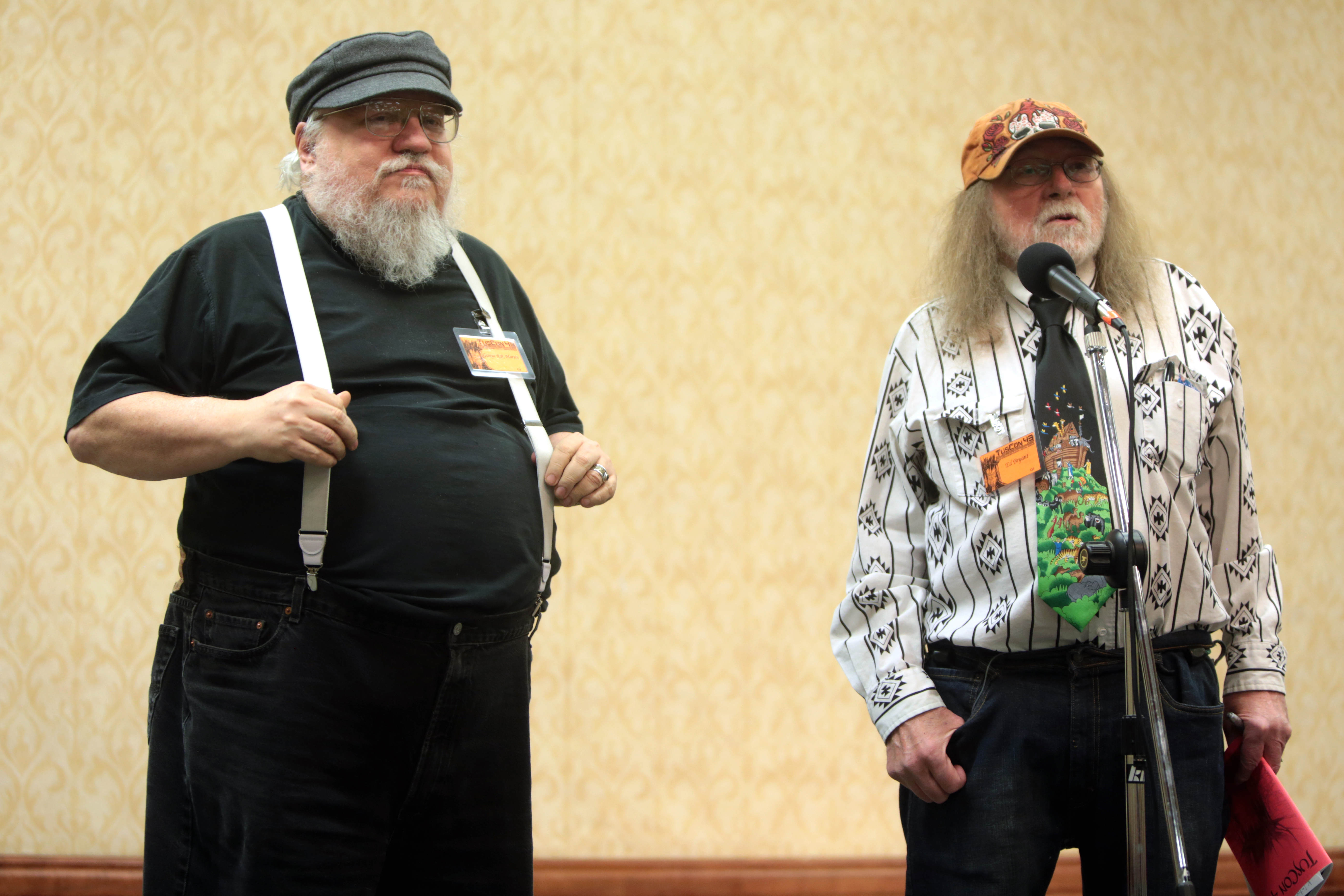
Bryant (dreapta) cu George R. R. Martin (stânga) în noiembrie 2016 la TusCon din Tucson, Arizona.

În 2010, diferiți scriitori și editori, printre care Melanie Tem și Ellen Datlow, au creat o pagină de finanțare (crowd-funding) pentru a-l ajuta pe Bryant să facă față situațiilor de urgență financiară provocate de lupta sa continuă împotriva efectelor diabetului de tip 1.
Bryant a murit la domiciliul său din Colorado, pe 10 februarie 2017, după o lungă boală. Avea 71 de ani. 

## Lucrări

### Romane
- Phoenix Without Ashes  (1975, cu Harlan Ellison). O adaptare a scenariului pilot al lui Harlan Ellison pentru The Starlost

### Romane mozaic
Seria Wild Cards

- Bantam Books # 1. Wild Cards (1987). Povestirea "Down Deep" (cu Leanne C. Harper) „ În adânc” traducere de Laura Bocancios și/sau Silviu Genescu, Editura Nemira (Nautilus), 2017[13]
- Bantam Books # 3. Jokers Wild (1987). Segmente cu personajul „Sewer Jack”
- Bantam Books # 4. Aces Abroad (1988). Povestirea "Down in the Dreamtime"
- Bantam Books # 5. Down and Dirty (1988). Povestirea „A doua venire a lui Buddy Holly”
- Bantam Books # 11. Dealer's Choice (1992). Segmente cu caracterul „Wyungare”

### Colecții de povestiri
- Among the Dead and Other Events Leading Up to the Apocalypse -- Printre morți și alte evenimente care duc la apocalipsă (1973). Conține 17 povestiri: 
  - The Hanged Man"  „Omul spânzurat” (1972)
  - "Shark" "Rechin"
  - "No. 2 Plain Tank Auxiliary Fill Structural Limit 17,605 lbs. Fuel-PWA Spec. 522 Revised"  "Limita structurală de umplere auxiliară a rezervorului nr. Fuel-PWA Spec. 522 revizuit "(1972)
  - "Adrift on the Freeway"  "Derivă pe autostradă" (1970)
  - "Jody After the War"  „Jody după război” (1972)
  - "Teleidoscope" „Teleidoscop”
  - "The Poet in the Hologram in the Middle of Prime Time"  „Poetul din hologramă în mijlocul primei ore” (1972)
  - "The Human Side of the Village Monster"  „Latura umană a monstrului satului” (1971)
  - "Among the Dead"  „Printre morți” (1971)
  - "File on the Plague" „Dosar asupra ciumei” (1971)
  - "The Soft Blue Bunny Rabbit Story" „Povestea iepurașului albastru și moale” (1971)
  - "Tactics" „Tactici”
  - "Sending the Very Best"  (1970)  -- „Cu cele mai bune urări” traducere de Tudor Beușan în Paradox, #14, 1989
  - "Their Thousandth Season" (1972)
  - „Love Song of Herself” (1971)
  - "Pinup"
  - „Dune's Edge” (1972)
- Cinnabar (1976). Conține 8 povestiri: 
  - "The Road to Cinnabar"  „Drumul către Cinabru” (1971)
  - "Jade Blue" (1971)
  - „Grey Matters”, sau „The Thousandth Season” (1972)
  - "The Legend of Cougar Lou Landis" (1973)
  - „Hayes and the Heterogyne” (1974). nuveletă
  - "Years Later" "Ani mai târziu"
  - „Sharking Down” (1975). nuveletă
  - „Brain Terminal” (1975). nuveletă
- Wyoming Sun (1980). Conține 5 povestiri: 
  - "Prairie Sun"
  - "giANTS" (1979)
  - "Teeth Marks"(1979)
  - „Beyond the Sand River Range"  (1972)
  - „Strata”. nuveletă
- Particle Theory  -- Teoria particulelor (1981). Conține 12 povestiri: 
  - „Teoria particulelor” (1977)
  - "The Thermals of August". nuveletă
  - „Hayes and the Heterogyne” (1974). nuveletă
  - "Teeth Marks"  (1979)
  - „Winslow Crater” (1978). Poezie
  - „Shark” (1973)
  - „Precession” (1980)
  - „Stone” (1978)
  - „Strata” (1980). nuveletă
  - „The Hibakusha Gallery” (1977)
  - "giANTS" (1979)
  - „To See” (1980)
- Neon Twilight (1990). Conține 3 povestiri scurte: 
  - "Waiting in Crouched Halls" „Așteptând în sălile ghemuite” (1970)
  - "Pilots of the Twilight" „Piloții Amurgului” (1984). nuveletă
  - "Neon"
- Darker Passions Pasiuni mai întunecate (1992). Conține 3 povestiri scurte: 
  - „Doing Colfax” (1987)
  - "The Loneliest Number" „Cel mai singuratic număr” (1990)
  - "Human Remains" „Omul rămâne”
- Flirting With Death: Short Fiction De Edward Bryant (1997)
- The Baku: Tales of the Nuclear Age (2001). Conține 3 povestiri scurte: 
  - „Baku” (1987). nuveletă
  - „The Hibakusha Gallery” (1977)
  - „Jody After the War” (1972)
- Trilobyte (2014). Conține 3 povestiri scurte: 
  - "An Easter Treasure"  „O comoară de Paște” (1987)
  - „Coon Dawgs” (1987)
  - "Drummer's Star" (1987)
- Predators and Other Stories (2014). Conține 6 povestiri: 
  - "Predators" (1987)
  - „Baku” (1987). nuveletă
  - „Frat Rat Bash” (1987)
  - "Haunted" (1987)
  - „Buggage” (1987)
  - „Doing Colfax” (1987)

### Povestiri scurte
Povestiri necolectate. 
- "In the Silent World" (1970)
- "They Only Come in Dreams" (1970)
- "Eyes of Onyx" (1971)
- "Her Lover's Name Was Death" (1971)
- "The Lurker in the Locked Bedroom" (1971)
- "Audition: Soon to Be a Major Production" (1972)
- "Beside Still Waters" (1972, cu James Sutherland)
- "Darling, When You Hurt Me" (1972)
- "Nova Morning" (1972, cu Jody Harper)
- "The 10:00 Report is Brought to You By ..." (1972)
- "2.46593" (1973)
- "Nightmare Syndrome" (1973)
- "Paths" (1973)
- "And Then He Died" (1974)
- "Cowboys, Indians" (1974)
- "Going West" (1974)
- "Xenofreak/Xenophobe" (1975)
- "Kicks Are For Kids" (1978)
- "Dark Angel" (1980)
- "We'll Have Such a Good Time, Lover" (1980)
- "This Is the Way the World Ends, Soggily" (1981)
- "Freezing to Death" (1982)
- Seria Angie Black:
  1. In the Shade (1982)
  2. Armageddon Between Sets (1984)
  3. Fetish (1991). nuveletă
- "Bean Bag Cats®" (1983)
- "Dancing Chickens" (1984)
- "Party Time" (1984)
- "The Man of the Future" (1984)
- "The Serrated Edge" (1984)
- "The Man Who Always Wanted to Travel" (1985)
- "The Overly Familiar" (1985)
- "Presents of Mind" (1986, cu Connie Willis, Steve Rasnic Tem, Dan Simmons)
- "The Transfer" (1986)
- "Author's Notes" (1987)
- "A Functional Proof of Immortality" (1988)
- "Chrysalis" (1988)
- "Skin and Blood" (1988)
- "The Cutter" (1988)
- "While She Was Out" (1988)
- "A Sad Last Love at the Diner of the Damned" (1989). nuveletă
- "Good Kids" (1989)
- "Mod Dogs" (1989)
- "'Saurus Wrecks" (1989)
- "Dying Is Easy, Comedy Is Hard" (1990, with Dan Simmons). nuveletă
- "Slippage" (1990)
- "Colder Than Hell" (1991)
- "Country Mouse" (1991)
- "Down Home" (1991)
- "The Great Steam Bison of Cycad Center" (1991). nuveletă
- "Aqua Sancta" (1993)
- "The Fire That Scours" (1994)
- "Big Dogs, Strange Days" (1995)
- "Calling the Lightning by Name" (1995)
- "Flirting with Death" (1995)
- "Raptured Up in Blue" (1995)
- "Disillusion" (1996)
- "Talkin' Trailer Trash" (1996)
- "Ashes on Her Lips" (1998)
- "Knock" (1998, AKA Ed Bryant)
- "Styx and Bones" (1999)
- "The Clock That Counts the Dead" (1999)
- "The Flicker Man" (1999, cu Trey Barker). Novelette
- "The Shuttlecock" (1999). nuveletă
- "Mr. Twisted" (2000, de Ed Bryant)
- "Everything Broken" (2003)
- "Bad German" (2010)
- "Marginal Hants" (2015)
- "Bitten Off" (2017)
- "War Stories" (nepublicată). nuveletă

### Cărți ieftine
- The Man of the Future  -- Omul viitorului (1990)
- Fetish (1991)
- The Cutter (1991)
- The Thermals of August (1992)
- Aqua Sancta (1993)
- While She Was Out  -- În timp ce ea era afară (2001)

### Antologii
- 2076: The American Tricentennial (1977, cu Jo Ann Harper)
- The Shadow on the Doorstep / Trilobyte (1987, cu James P. Blaylock )